# Vakorosnička Güntherova
Vakorosnička Güntherova, jiným přepisem vakorosnička Guentherova (Gastrotheca guentheri) je druh žáby z čeledi vakorosničkovití (Hemiphractidae). Druh popsal George Albert Boulenger roku 1882 a původně byl druh zahrnut do rodu Amphignathodon. V současnosti je uznáváno rodové jméno Gastrotheca.
Vakorosnička si vysloužila jméno podle reprodukčního chování, protože samice přenášejí vajíčka v kapse na zádech.

## Výskyt
Vakorosnička Güntherova se vyskytuje na andských svazích severního Ekvádoru (Pichincha a Cotapaxi) a západní Kolumbie (Nariño, Cauca, Chocó a Antioquia). Žije ve vegetaci zachovalých lesních stanovišť, přežívat však může i na okrajích druhotných lesů. Preferuje přítomnost vodních zdrojů. Nadmořská výška těchto oblastí se pohybuje od 1200 m až po více než 2000 m.

## Popis
Samci dosahují od čenichu po kloaku 67,8–78 mm, samice mohou být o něco větší, dorůstají 69,9–82 mm.
Vakorosnička Güntherova je mezi žábami jedinečným druhem, protože zatímco ostatní žáby mají ozubenou pouze horní čelist, vakorosnička má jako jediná žijící žába zuby také v dolní čelisti. Předkové moderních žab ztratili ozubení spodní čelisti před nejméně 230 miliony let, tedy v periodě středního triasu, přičemž vakorosnička Güntherova se vyvinula teprve před asi 5 až 17 miliony let. Druh tak představuje jeden z příkladů vyvracejících Dollův zákon ireverzibility, podle něhož se struktura ztracená v průběhu evoluce již znovu neobnoví.

## Ohrožení
Podle závěrů Mezinárodního svazu ochrany přírody (IUCN) z roku 2019 patří vakorosnička mezi druhy, o nichž chybí údaje. V Ekvádoru byl tento druh navzdory rozsáhlým průzkumům zaznamenán naposledy roku 1996. Z Kolumbie pocházejí poslední záznamy ze začátku 90. let, ovšem terénní průzkumy zde probíhaly jen spoře. Reálný stupeň ohrožení tedy může podle IUCN oscilovat mezi málo dotčený až kriticky ohrožený podle stavu kolumbijských subpopulací. Lokality jsou pravděpodobně vystaveny postupující ztrátě stanovišť v důsledku těžby dřeva, rozvoje zemědělství a hustšímu lidskému osídlení. Úbytek ekvádorských populací je možná spojen s klimatickými změnami nebo chytridiomykotickou infekcí, jejímž původcem je zhoubná houba Batrachochytrium dendrobatidis.